# Betonstahlbieger und -flechter

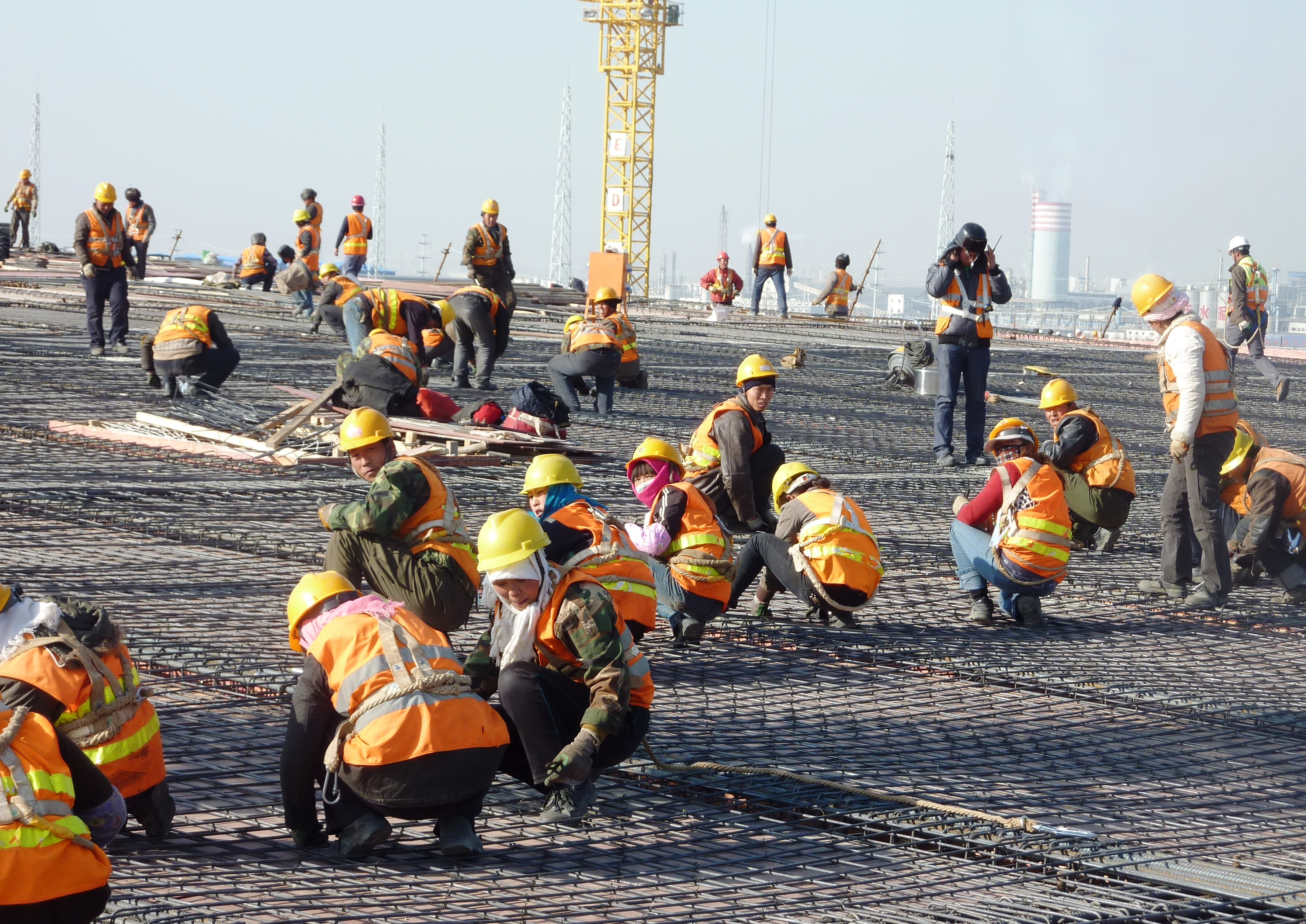
Eisenbinderkolonne in Nordchina

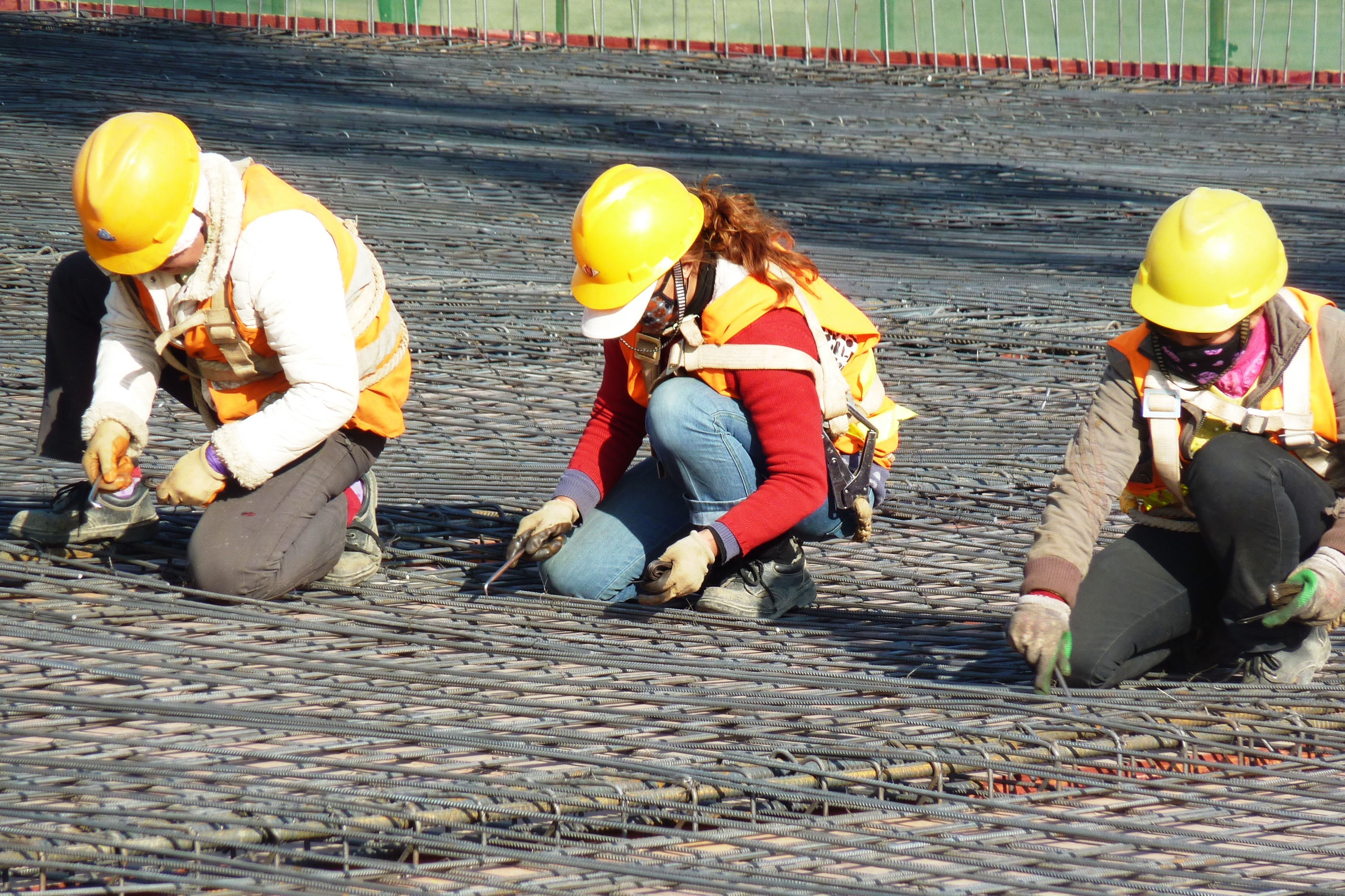
Eisenbinder an einer Armierung

Betonstahlbieger und -flechter, Eisenbieger, Eisenbinder oder Eisenleger ist ein Bauarbeiterberuf aus dem Bereich 
des Beton- und Stahlbetonbaus.

## Berufsbild
Eisenbinder ist eine Berufsbezeichnung für Bauarbeiter, die Moniereisengeflechte für die Armierung von Betonteilen binden. Die Geflechte werden zusammen mit dem Schalungsbauer zu Schalungen vorbereitet, die danach mit Frischbeton vergossen werden.